# Jack B. Weinstein
Jack Bertrand Weinstein (Wichita, Kansas; 10 de agosto de 1921-Great Neck, Nueva York; 15 de junio de 2021) fue un juez estadounidense.

## Biografía

### Primeros años, educación y servicio militar
Nació el 10 de agosto de 1921 en una familia judía que vivía temporalmente en Wichita, Kansas, pero se crio en parte en Brooklyn, Nueva York. Se graduó de Abraham Lincoln High School en el distrito de Brighton Beach antes de recibir una licenciatura en Artes del Brooklyn College en 1943.
Durante la Segunda Guerra Mundial se desempeñó como teniente en la Marina de los Estados Unidos, cargo que ocupó de 1943 a 1946. Sus funciones incluyeron servir como oficial de cubierta a bordo del submarino USS Jallao, donde también dirigió el equipo de radar. También se graduó en la Escuela de Leyes de Columbia con una Licenciatura en Derecho en 1948.

## Carrera profesional
Después de la escuela de derecho, trabajó para el Fondo de defensa legal de la NAACP, fue miembro del equipo de litigios de Caso Brown contra el Consejo de Educación y trabajó en el litigio de "un hombre, un voto" de la década de 1960. Sus colaboradores incluyeron futuros colegas de la Escuela de Leyes de Columbia como Charles Black y Jack Greenberg.
Fue asistente legal del juez Stanley Fuld de la Corte de Apelaciones de Nueva York de 1949 a 1950. Además trabajó para el senador estatal republicano Seymour Halpern.
Mientras estuvo en la Facultad de Leyes de Columbia, fue fiscal del Condado de Nassau (Nueva York) de 1955 a 1957.

### Servicio judicial federal
El 16 de enero de 1967, fue nombrado juez federal del Tribunal de Distrito de los Estados Unidos para el Distrito Este de Nueva York en reemplazo de Leo F. Rayfiel, siendo confirmado por el Senado de los Estados Unidos el 14 de abril de 1967 y recibió su comisión el 15 de abril del mismo año. Adicional a ello se desempeñó como juez principal de 1980 a 1988.
Como juez federal logró trabajar con varios casos de agravio masivo, incluidos los relacionados con el Agente Naranja, asbesto, tabaco, implantes mamarios, dietilestilbestrol, Olanzapina y pistolas. Se sabe que se ha hecho cargo de un gran número de casos de otros jueces, y en una ocasión recogió la mayoría de las peticiones de habeas corpus no resueltas en el Distrito Este para dar carácter definitivo a las reclamaciones de muchos presos.
Weinstein asumió el estatus de senior el 1 de marzo de 1993, pero había mantenido un expediente completo de casos desde entonces y continuó haciéndolo hasta que entró en el estado de senior inactivo el 10 de febrero de 2020. Su cambio a la condición de senior inactivo significó que mientras permanecía como federal juez, ya no escuchó casos ni participó en los asuntos del tribunal.

### Servicio académico
Después de dos años en la práctica privada fue profesor titular en la Facultad de Derecho de Columbia desde 1952 hasta que comenzó su servicio judicial en 1967. Permaneció en la facultad de la institución como profesor adjunto hasta 1998. Desde 1987 hasta su muerte, fue profesor adjunto en la Facultad de Derecho de Brooklyn.

## Casos
La corte de Apelaciones del Segundo Circuito revocó el fallo de Weinstein a favor de la Ciudad de Nueva York (el alcalde Michael Bloomberg) contra un grupo de fabricantes de armas. El Segundo Circuito determinó que la demanda estaba prohibida bajo la Ley de Protección del Comercio Legal de Armas (PLCAA). De la decisión de 30 de abril de 2008; "Concluimos que el reclamo de la Ciudad, basado en la Ley Penal de Nueva York 240.45, no cae dentro de una excepción al reclamo que restringe las disposiciones de la Ley porque ese estatuto no cae dentro de los contornos de la excepción predicada de la Ley. También sostenemos que la PLCAA es un ejercicio válido de los poderes otorgados al Congreso de conformidad con la Cláusula de Comercio y que la PLCAA no viola la doctrina de separación de poderes ni ofende la Constitución de ninguna manera alegada por la Ciudad.
En marzo de 2005, Weinstein desestimó una demanda presentada por las víctimas vietnamitas del Agente Naranja contra los productores de herbicidas / defoliantes químicos, negando millones a los envenenados por los defoliantes del arco iris, alegando que el uso del herbicida en la guerra había sido legal. bajo el derecho internacional de la época. Según un artículo del New York Times de mayo de 2010, Weinstein entró en el debate nacional sobre las leyes de pornografía infantil al emitir una "serie de fallos que atacan directamente la sentencia de prisión obligatoria de cinco años que enfrentan los acusados de recibir pornografía infantil".
Entre 2006 y 2007 presidió un caso relacionado con la difusión de documentos internos de Eli Lilly relacionados con la droga Olanzapina que fue objeto de un litigio en el que los demandantes alegaron que Eli Lilly había minimizado ciertos efectos secundarios asociados con esta. Un "ciudadano-periodista" anónimo publicó inicialmente los documentos internos en la Internet pública antes de que Weinstein emitiera una orden que bloqueara la publicación de material que "facilitaría la difusión" de los documentos.
En agosto de 2017, Weinstein enmendó su hoja de reglas para alentar a las abogadas jóvenes a tomar un papel de oradora en su sala de audiencias. En octubre de 2017, Weinstein amenazó con celebrar una audiencia dedicada al perjurio policial después de permitir que las acusaciones fueran a juicio de que agentes de policía habían arrestado falsamente a un cajero simplemente para reclamar horas extra.
En diciembre de 2017 condenó a tres pandilleros a hasta ocho años de prisión por robar a punta de pistola a una familia y a sus cinco hijos pequeños dentro de su casa. Sin embargo, en su exposición de motivos de la sentencia, Weinstein criticó la sentencia obligatoria por castigar injustamente a los perpetradores como "irredimibles de la sociedad". El 11 de junio de 2018 criticó explícitamente el precedente reciente de la Corte Suprema cuando se negó a otorgar inmunidad calificada a los oficiales de policía que supuestamente habían golpeado a un residente cuando trató de evitar que ingresaran a su casa sin una orden judicial.